# Exuma
Exuma ou Great Exuma é um dos 32 distritos das Bahamas. Sua localização é ao sudeste da capital do arquipélago, Nassau. Engloba as ilhas de Exuma e Ragged Island.
Em 2017, a ilha ganhou notoriedade por ser a sede do luxuoso festival de música Fyre Festival.